# Celso Benigno Luigi Costantini
Celso Benigno Luigi Costantini, italijanski rimskokatoliški duhovnik, škof in kardinal, * 3. april 1876, Castion di Zoppola, † 17. oktober 1958, Rim.

## Življenjepis
26. decembra 1899 je prejel duhovniško posvečenje.
22. julija 1921 je bil imenovan za naslovnega nadškofa frigijskega Hierapolisa in 24. avgusta istega leta je prejel škofovsko posvečenje.
12. avgusta 1922 je postal apostolski delegat na Kitajskem. 9. septembra istega leta je bil imenovan za naslovnega nadškofa arkadijskega Theodosiopolisa in apostolski administrator v Harbinu.
20. decembra 1935 je prevzel položaj tajnika Kongregacije za propagando vere.
12. januarja 1953 je odstopil s položaja tajnika, saj je bil isti dan povzdignjen v kardinala in imenovan za kardinal-duhovnika Ss. Nereo ed Achilleo.
22. maja 1954 je postal kancler Apostolske kanclerije in 9. junija 1958 kardinal-duhovnik S. Lorenzo in Damaso.